# Netwerkkaart

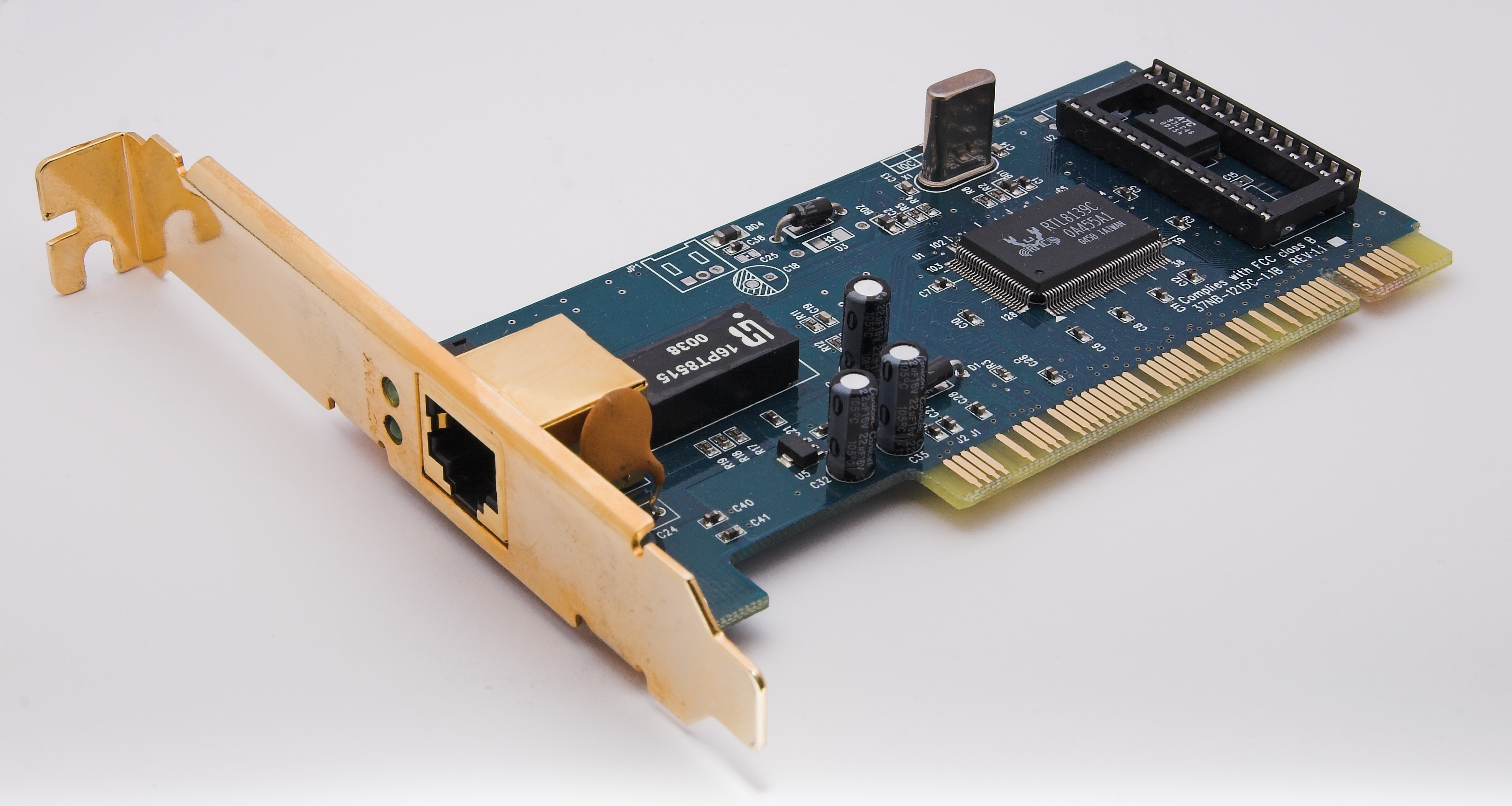
Netwerkkaart - 100Mb/s, UTP, PCI

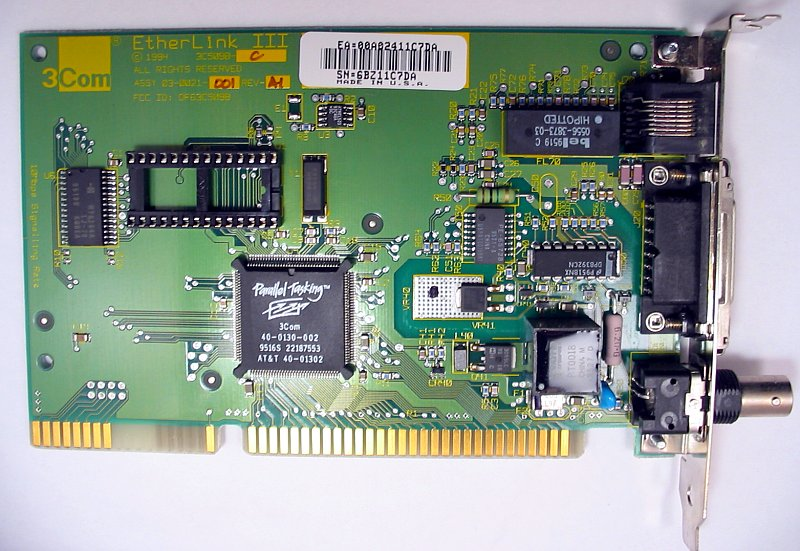
Een oudere netwerkkaart - 10Mb/s, UTP/AUI/BNC, ISA

Een netwerkkaart is een hardware-onderdeel in een computer, nodig om die computer deel te laten uitmaken van een computernetwerk. Soms is de netwerkkaart een aparte insteekkaart, maar tegenwoordig maakt de techniek meestal standaard deel uit van het moederbord van de computer (onboard) en is er geen sprake meer van een aparte netwerkkaart. Doorgaans wordt een netwerkkaart aangegeven met de afkorting NIC (Network Interface Card). Ook wordt vaak de naam 10/100-Ethernet of 10/100/1000-Ethernet gebruikt, waarbij de getallen op de snelheid in megabits per seconde slaan. Een 10/100-netwerkkaart is zowel geschikt voor 10Mbps- en 100Mbps-netwerken. De meeste netwerkkaarten zijn full-duplex, dat betekent dat ze tegelijkertijd kunnen versturen en ontvangen.
Netwerkkaarten worden gemaakt voor een bepaald netwerk, protocol of medium, hoewel sommige kaarten kunnen worden gebruikt voor meerdere netwerken.
De meest gebruikte netwerkkaart is van het ethernet-type. De technologie die hierop wordt geïmplementeerd, beslaat de onderste twee lagen van het OSI-model. Netwerkkaarten kunnen vele soorten connectoren hebben, zelfs in het geval van ethernetkaarten, zoals
- BNC-connector
- twisted pair: vaak zonder beschermingsschild (UTP: unshielded twisted pair); soms ook met (STP: shielded twisted pair), en meestal met RJ45-stekker
- AUI
- ST (fiber)

Vanaf 1990 wordt vooral de netwerkkaart voor Ethernet met UTP aansluiting gebruikt. Sinds 2005 zijn voor thuisgebruik steeds meer draadloze netwerken in opkomst waarbij netwerkkaarten gebruikt worden die via PCMCIA of de USB met de computer zijn verbonden.
Om een computer met een netwerkkaart te laten werken is software nodig: de zogenaamde (device) drivers of stuurprogramma's. Voor (emulaties van) veel gebruikte kaarten zijn deze drivers vaak onderdeel van standaardinstallaties van het besturingssysteem. Anders worden ze met het product meegeleverd, of zijn doorgaans te downloaden op de website van de fabrikant van de netwerkkaart.
Enkele bekende producenten van netwerkkaarten zijn: 3Com, Intel, Sitecom, Realtek, D-Link, Eminent, Nvidia, Linksys en Option.